# JTEKT
JTEKT é uma empresa japonesa especializada na produção de rolamentos, sistemas de transmissão automotiva, máquinas ferramentas, sistemas de direção, controladores de movimento entre outros.
Os produtos fabricados pela JTEKT são usados nas industrias automotiva, aeroespacial, ferroviário, agrícola e de geração de energia limpa.
A empresa foi fundada em janeiro de 2006, após a fusão da Koyo Seiko e da Toyoda Machine Workse sua sede fica na cidade de Kariya, província de Aichi no Japão.

## História

### Década de 2000
Em fevereiro de 2007 houve o Iinício da fabricação do sistema de direção motorizado na China, em julho de 2007 é criada a JTEKT SONA AUTOMOTIVE INDIA para produzir sistemas de direção autmotivos na Índia e em dezembro do mesmo ano ocorre a união das filiais de fabricação de sistemas de direção e rolamentos e de vendas de rolamentos na Tailândia se uniram para formar a JTEKT (THAILAND) CO., LTD.
Em janeiro de 2008 a JTEKT compra 40% da Wele Mechatronic Co., Ltd. e que fabrica máquinas-ferramenta em Taiwan, já em agosto de 2008 é criada a Toyoda Micromatic Machinery Índia e tem como objetivo a venda e serviços de máquinas-ferramenta na Índia.
No mês de janeiro de 2009 surge a PT. JTEKT INDONESIA, uma empresa de vendas de peças automotivas e rolamentos na Indonésia.

### Década de 2010
Em janeiro de 2010 ocorre a compra do negócio de rolamentos de agulhas da empresa norte americana The Timken Company, em maio de 2010 é criado um centro técnico na China e em outubro de 2010 teve inicio na subsidiária da Indonésia começou a produção do sistema de direção motorizado e da embreagem de partida.
Em março de 2014 começar a funcionar a produção de direções elétricas da empresa no Brasil e em setembro de 2015 ocorre o inicio da produção de direções elétricas da JTEJT no México.
A filial do Marrocos é criada em setembro de 2017 e em 1 de novembro de 2018 é fundada a KOYO Magnetic Bearing Co., Ltd. no Japão para projetar, fabricar e vender rolamentos magnéticos e em janeiro de 2019, a empresa de rolamentos japonesa Daibea Co., Ltd. tornou-se subsidiária integral JTEKT, após a compra dos restantes das ações ainda restantes no mercado.